# Poecilochaetus fauchaldi
Poecilochaetus fauchaldi är en ringmaskart som beskrevs av Giovanni Pilato och Cantone 1976. Poecilochaetus fauchaldi ingår i släktet Poecilochaetus och familjen Poecilochaetidae. Inga underarter finns listade i Catalogue of Life.